# Hiroki Sugajima
Hiroki Sugajima (菅嶋 弘希 Sugajima Hiroki?), född 11 maj 1995 i Tokyo prefektur, är en japansk fotbollsspelare.
Sugajima började sin karriär 2014 i Tokyo Verdy. 2016 blev han utlånad till JEF United Chiba. Han gick tillbaka till Tokyo Verdy 2018.